# Zaletta corona
Zaletta corona är en insektsart som beskrevs av Webb 1983. Zaletta corona ingår i släktet Zaletta och familjen dvärgstritar. Inga underarter finns listade i Catalogue of Life.